# 嗜酸性肉芽肿性多血管炎
嗜酸性肉芽肿性多血管炎（eosinophilic granulomatosis with polyangiitis，EGPA）是一种少见的累及多个系统的自身免疫性疾病，主要表现为外周血及组织中嗜酸性粒细胞增多、浸润及中小血管坏死性肉芽肿性炎症，属于抗中性粒细胞胞质抗体（anti-neutrophil cytoplasmic antibodies，ANCA）相关性血管炎（ANCA-associated vasculitis，AAV）。
EGPA有许多旧称，如：查格-施特勞斯綜合徵（Churg–Strauss syndrome，CSS）、变应性肉芽肿性血管炎（allergic granulomatosis and angiitis，AGA）、嗜酸性韋格納肉芽腫、過敏性肉芽腫（allergic granulomatosis）等等。2012年Chapel Hill会议将其名确定为EGPA。
EGPA通常體現出三個階段。早期（前驅症狀）階段的特點是氣道炎症；幾乎所有的患者都會經歷哮喘和/或過敏性鼻炎。第二階段的特徵是異常高的嗜酸粒細胞，這會導致組織損傷，最常傷到肺部和消化道。第三階段包括血管炎，其最終可以導致細胞死亡，並且可以造成生命的威脅性。
EGPA的有效治療需要抑制免疫系統的藥物。通常是糖皮质激素，其次是其他的藥劑如環磷酰胺、或硫唑嘌呤。
"查格-施特勞斯綜合徵"它賦予著於1951年最先發現這個病症的兩位醫生"查格-施特勞斯"的名字。

## 症狀和病徵

### 過敏性階段
前驅階段的特點是過敏。

### 嗜酸性粒細胞階段
第二階段特徵是在血液和組織中的含有異常高水平的嗜酸性粒細胞(Hypereosinophilia、一種白血球)。

## 診斷
診斷標記包括嗜酸性粒細胞、及受感染組織的肉芽腫(Granuloma)，以及抗中性粒细胞之抗中性白細胞胞質抗體(Anti-neutrophil cytoplasmic antibody)。1990年美國風濕病學院(American College of Rheumatology)為"查格-施特勞斯氏綜合徵"的診斷列出了這些標準：
- 哮喘。
- 嗜酸性粒細胞與白血球計算之差值大於10％。
- 單神經病變(Peripheral neuropathy)或多發性神經病變(Polyneuropathy)的顯現。
- 不固定的肺浸潤
- 顯現鼻竇異常。
- 血管外嗜酸性粒細胞的組織學證據。

以分類效果而言，患者在六項標準中如超過四項則可以判定患有查格-施特勞斯氏綜合徵(CSS)。六項標準的任何四項或更多項顯現則產生85％的靈敏度及99.7％的特異性。

## 風險分層
法國血管炎研究小組已經開發出五點系統("五因素分數")預測查格-施特勞斯氏綜合徵的死亡風險，且應用臨床上。這些因素為：
- 腎功能減退(肌酐>1.58毫克/分升、或140微摩爾/升)。
- 蛋白尿(>1克/24小時)

## 歷史背景
查格-施特勞斯氏綜合徵最早在1951年紐約市西奈山醫院(Mount Sinai Hospital (Manhattan))由病理學家雅各·查格(1910-2005)及羅德·施特勞斯(1913-1985)所提出。

## 延伸閱讀
- Adu, Dwomoa; Emery, Paul; Madaio, Michael.  2, illustrated. Oxford University Press. 2012. ISBN 9780199579655.
- Churg, Andrew; Thurlbeck, William M.  2, illustrated. Thieme. 1995. ISBN 9780865775343.
- Rich, Robert R.; Fleisher, Thomas A.; Shearer, William T.; Schroeder, Harry; Frew, Anthony J.; Weyand, Cornelia M. . Elsevier Health Sciences. 2012. ISBN 9780723437109.

## 外部連結
- Churg-Strauss syndrome[] – MedLink Neurology Clinical Summary
- 13631492 於 GPnotebook